# Кизилсая
Кизилсая́ (каз. Қызылсая) — село у складі Зерендинського району Акмолинської області Казахстану. Адміністративний центр Кизилсаянського сільського округу.
Населення — 416 осіб (2021; 650 у 2009, 955 у 1999, 1377 у 1989).
Національний склад станом на 1989 рік:
- казахи — 100 %.

Станом на 1989 рік село називалось Кзилсая.